# 騎士団

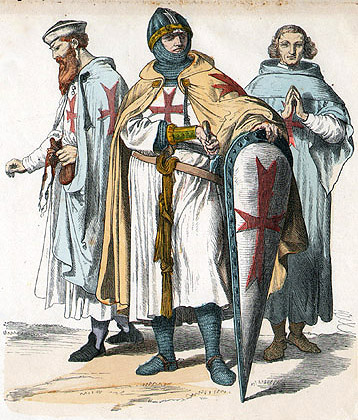
テンプル騎士団の制服（戦闘服ならびに僧服）

騎士団（きしだん、英語：Chivalric order）は、十字軍時に設立された騎士修道会、及びそれを模して各国の王・貴族が作った騎士とその附属員から構成される団体である。前者はローマ教皇によって認可された修道会の一種であり、構成員は修道士になることが前提となる。後者は実際の軍事集団としてより、名誉・儀礼的な意味合いが強く、後にヨーロッパの勲章システムに受け継がれていく。
本項目においては、橋口(1994)の分類に従い、主に歴史上著名な騎士団について列記し、それ以外は「その他」に示す。各騎士団の設立年についてはLawrence-Archer(1887)に従う事とし、伝承上（伝: Apocryphal）の設立年と記録上（記: Authentic）の設立年を併記する。

## 騎士修道会（宗教騎士団）
12世紀に第一次十字軍が占領した聖地エルサレムを守備するために、修道士となった騎士の集団としてテンプル騎士団が創設されたことを始まりとして、主に中東地域での活動を目的として騎士修道会が組織されていった。騎士修道会はローマ教皇により認可された修道会であり、各騎士は修道誓願を立てた修道士でもあった。彼等は私有財産の保有を禁じられ、一生の独身を誓い、克己、犠牲、清貧、服従の美徳に生きた。
騎士修道会は中世を通し、聖地エルサレムの防衛のみならず、レコンキスタやプロイセンへの入植における中核的戦力として歴史的に重要な役割を果たした。しかし、エルサレムが失われ十字軍運動が失敗すると、騎士修道会の存在意義も薄れていった。詳細は騎士修道会を参照。

### 国際的騎士団

#### 純軍事的
- テンプル騎士団（記1119年設立）

#### 既存の修道会からの昇格
- 聖ヨハネ騎士団（伝1048年、記1070年設立　後のマルタ騎士団）
- 聖ラザロ騎士団（伝370年、記1104年設立　後の聖マウリツィオ・ラザロ騎士団）

#### 既存修道会の所管
- アヴィス騎士団（伝1143年、記1147年設立）
- アルカンタラ騎士団（記1214年設立）
- カラトラバ騎士団（伝1147年、記1158年設立）

### 国家的騎士団
- ドイツ騎士団（記1191年設立）
- 聖墓騎士団（伝326年、記1192年設立）

## 世俗騎士団

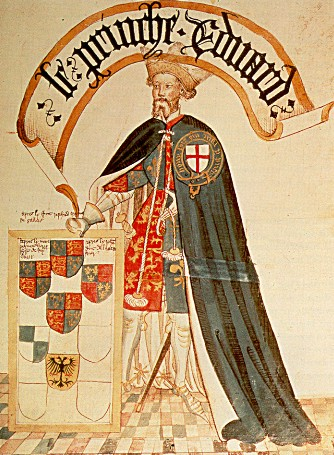
ガーター騎士団員（エドワード黒太子）

14世紀にはいると軍事方式も変わり、長弓、弩弓を持つ歩兵の重要度が高まり、騎士の重要性は薄れていった。しかし、騎士の軍事的実用性が失われると、却って名誉としての騎士の意識が高まり（騎士道精神）、アーサー王伝説の円卓の騎士や騎士修道会への憧れが強まった。そこで、力のある王や貴族が名誉システムとして、あるいは友愛組織として騎士修道会を模した騎士団（世俗騎士団）を設立するようになった。
その一部は、現在も各国の騎士団勲章として現存している。
イングランド王国
- ガーター騎士団（記1348年または1344年設立）

フランス王国
- 聖ミカエル騎士団（英語版）（記1469年設立）
- 聖霊騎士団（英語版）（記1578年設立）

ブルゴーニュ公国
- 金羊毛騎士団（記1430年設立）

## 近世以降に設立された実体の無い騎士団

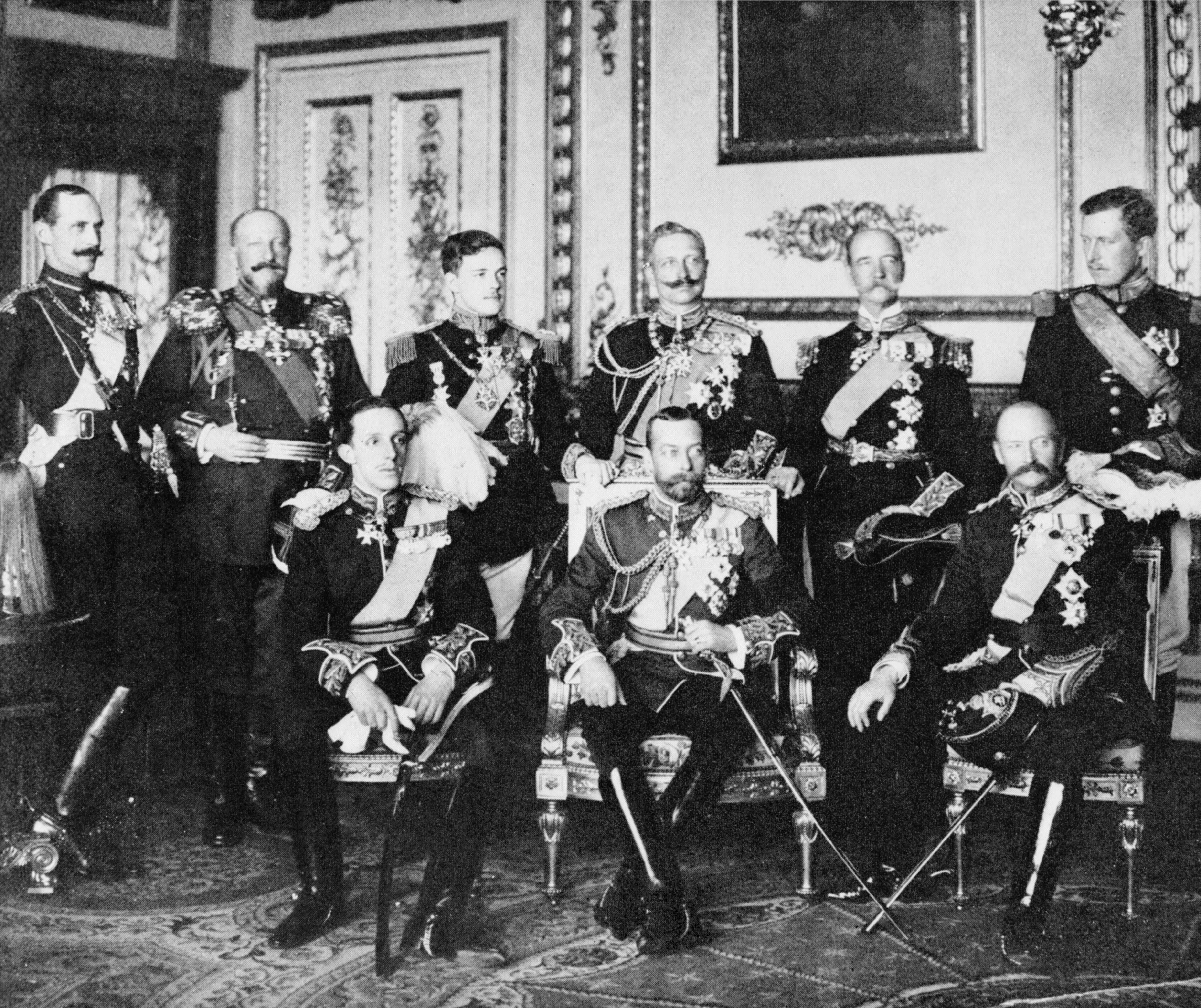
勲章を佩用し正装する欧州各国の君主（エドワード7世の国葬において撮影）

16世紀以降になると、マルタ騎士団などごく一部を除いて騎士団は実体を失い、完全な名誉上の勲章システムとして実体の無い騎士団が創設されるようになった。
- バス騎士団（伝1399年、記1725年）
- 大英帝国騎士団（記1917年）
- レジオンドヌール騎士団（記1802年）
- ブール・ル・メリット騎士団（記1740年）

## 教皇騎士団
ローマ教皇は、教皇庁とバチカン市国の君主としての主権を以て、勲章として以下の５つの騎士団を有している。
- キリスト騎士団
- 金拍車騎士団
- ピウス9世騎士団
- 大聖グレゴリウス騎士団
- 聖シルベストロ教皇騎士団

## 騎士団の名を冠する民間団体（自称騎士団）
現代でも、中世の騎士団の精神を模した民間の団体や秘密結社などが存在する。こうした団体としては、フランスのシャンパーニュの伝統を守る業界団体であるシャンパーニュ騎士団など。ただし現代国際法では、騎士の身分を授ける主体（羅: fons honorum）は主権を有する必要があると定めており、この条件を満たす存在を主権国家、ローマ教皇、君主、そして一部の王位請求者に限っている。従って、こうした主体を戴かない騎士団は民間団体であり、国際法上の騎士号にはあたらないことに留意の必要がある。
シーランド公国では1978年のクーデター鎮圧をきっかけにシーランド騎士団を創設し、資金集めのために加入権を販売している。これはシーランド大公であるパディ・ロイ・ベーツが創設した公認騎士団であるが、シーランド公国自体が国家として承認を受けていないため国際法上の騎士号ではない。
ドイツでは反ユダヤ主義者の秘密結社にゲルマン騎士団を名乗る団体が存在した。

## 偽騎士団詐欺
欧州には正統な根拠なく、歴史上または現存の騎士団の名を騙る偽(fake)騎士団と呼ばれる団体が多く存在する。こうした団体の多くは、著名な騎士団の名を騙り、被害者の名誉欲を煽って高額な入団金などを得る詐欺団体である。入団者には豪華な"叙任式"と共に豪華な偽の騎士証明書・勲章が授与され、自らが騙されて偽の騎士団に入団したことに気が付かない被害者も多い。一例としてオーストラリア政府は、聖ヨハネ騎士団（マルタ騎士団）の名を騙る73もの民間組織を列記して注意喚起をしており、イタリアではマルタ騎士団を名乗る詐欺団が実際に摘発されている。こうした偽騎士団詐欺は、被害者に金銭的な被害をもたらすのみならず、イタリアやドイツは騎士でない者が騎士号を名乗ることを刑法で禁じており、被害者自身も罰せられる危険がある。過去には日本でも「マルタ騎士団日本代表」を騙る人間による同様の詐欺があり、被害者には日本人も含まれている。
騎士団の正当性の判断を示す国際団体として、国際騎士団委員会（International Commission for Orders of Chivalry: ICOC)が存在する。

## その他
橋口(1994)の分類に従わない著名な騎士団を挙げている。

### 実在
- ラムダ計算騎士団 - LISPを使うプログラマーの間で冗談として呼ばれる架空の騎士団。

### 架空・フィクション
- 憂国騎士団(Patriotic Knight Crops) - 銀河英雄伝説に登場する組織、民主共和主義を支援する過激派として描かれている。